# Indygenizm

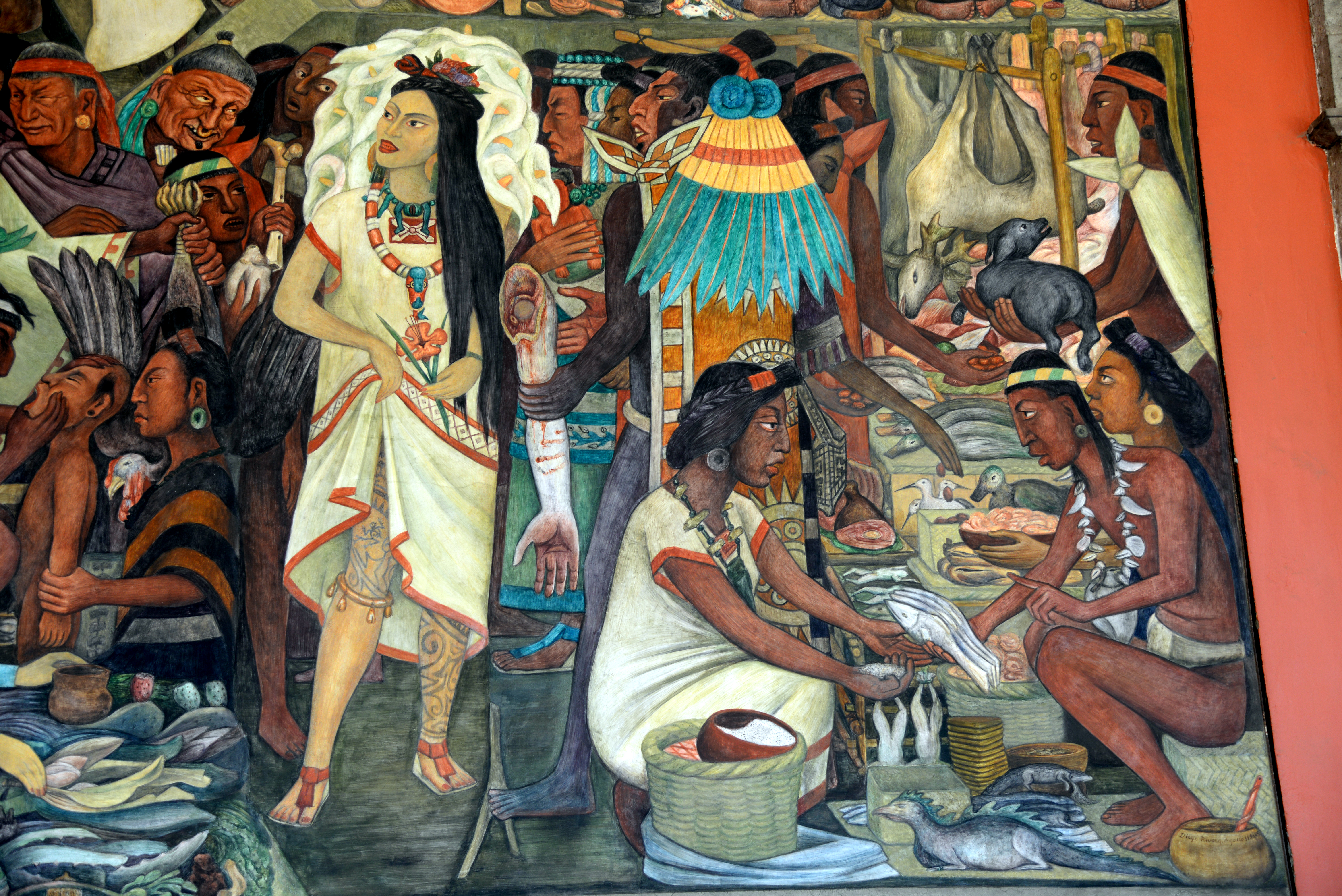
Fragment muralu Wielki Tenochtitlán autorstwa Diega Rivery

Indygenizm (hiszp. Indígena – „tubylec”) – prąd w kulturze i sztuce (głównie literaturze) południowoamerykańskiej, mający odzwierciedlenie także w polityce.
Kierunek pojawił się w drugiej połowie XIX wieku i postulował przywrócenie indiańskich tradycji i wartości narodowej kulturze, zdeterminowanej dotychczas przez zagraniczne – głównie europejskie (hiszpańskie) – wpływy. Podkreślając wartość ciągłości etnicznej, dążył do nadania obywatelom rdzennego pochodzenia równego statusu w społeczeństwie. Szczególne znaczenie ruch odgrywał w regionach lub państwach, w których zachowały się duże rdzenne społeczności (Meksyk, Peru, Gwatemala). 
W literaturze przejawiał się m.in. wykorzystywaniem tradycyjnych rdzennych języków, mitów oraz opowieści. Najbardziej znani pisarze kojarzeni z indygenizmem to: Ciro Alegría, José María Arguedas, Miguel Angel Asturias.